# بادية العاشق (مناخة)

تعديل مصدري - تعديل

بادية العاشق هي واحدة من  قرى عزلة لهاب بمديرية مناخة التابعة لمحافظة صنعاء، بلغ تعداد سكانها 224 نسمة حسب تعداد اليمن لعام 2004.